# Анна Житков
Анна Житков (Anna Nikola Żytkow, вимова польською: [ˈanna ˈʐɨtkɔf]; нар. 21 лютого 1947 року) — польська астрофізикиня. Працює в Інституті астрономії Кембриджського університету.
Анна Житков і Кіп Торн запропонували модель так званого об'єкта Торна — Житков, який є зорею всередині іншої зорі. У 2014 році Житков була членом команди під керівництвом Емілі Левеск, яка виявила першого кандидата в такі об'єкти.

## Об'єкти Торна— Житков
Працюючи разом із Кіпом Торном у 1976 році, Житков розробила теоретичну модель зорі нового типу — об'єкта Торна — Житков (TŻO). Модель передбачає, що цей об'єкт є зоряною оболонкою, усередині якої міститься нейтронна зоря або зародок чорної діри. Такі об'єкти утворюються рідко: існують лише два процеси, здатні привести до їх утворення.
Перший процес — це зіткнення нейтронної зорі зі звичайною, карликовою або гігантською, унаслідок чого вони об'єднуються в один об'єкт. Це рідкісна подія, оскільки зорі вкрай рідко стикаються одна з одною. Таке може відбутися лише в щільному зоряному скупченні.
Другий можливий процес — перетворення звичайної зорі на червоний надгігант, у процесі чого вона поглинає свій супутник — нейтронну зорю.
У 2014 році група науковців на чолі з Емілі Левеск (Університет Колорадо в Боулдері), у яку входила й Анна Житков, віднайшла першого імовірного кандидата в такі незвичні об'єкти. Для цього вона використала 6,5-метровий Магелланів телескоп Клея в Обсерваторії Лас-Кампанас. Пошуки таких об'єктів тривали приблизно 40 років.

Після відкриття Житков сказала:
Я надзвичайно рада, що почали з'являтися спостережні підтвердження нашого теоретичного передбачення. Відтоді як ми з Кіпом Торном запропонували моделі зір із нейтронними ядрами, нікому не вдавалося спростувати результати нашої роботи. Якщо теорія обґрунтована, рано чи пізно з'являються її експериментальні підтвердження. Тож справа зводилася до того, щоб визначити перспективну групу зір, отримати дозвіл працювати певний час із телескопом і продовжити роботу над проєктом.

## Особисте життя
Кар'єру Житков перервав нещасний випадок під час скелелазіння, який ледь не забрав її життя.

## Відкриття в поясі Койпера
У грудні 1995 року Майк Ірвін, Скотт Тремейн і Анна Житков разом досліджували два об'єкти з повільним рухом, які, імовірно, належать до поясу Койпера. Житков із групою науковців продовжували дослідження Еджворта (1949) і Койпера (1951), які вказують на те, що протопланетні диски виходять за межі орбіти Нептуна і що матеріал диска за межами Нептуна не об'єднався в планети. Цю групу планетезималей тепер називають поясом Койпера.
Житков та решта членів групи витрачали більшу частину часу на налаштування камери та інструментів, підключених до телескопа Ісаака Ньютона (INT). Група використовувала метод Монте-Карло, який передбачав кілька симуляцій у два окремих етапи. На першому етапі досліджували частоту виявлення зображень, отриманих від INT, як функцію від їхніх зоряних величин. Для цього на вихідні кадри додавали штучні зображення й досліджували результат. На другому етапі аналізували частоту виявлень для серії штучних зображень від INT, які слідували за типовими треками об'єктів Сонячної системи, які рухаються повільно.
Результатом цього дослідження стало виявлення двох нових об'єктів поясу Койпера в області 0,7 квадратного градуса до граничної зоряної величини mR = 23,5.

## Відкриті малі тіла
Анна Житков відкрила сім малих тіл у Сонячній системі, усі разом із Майком Ірвіном:
- (8012) 1990 HO3 — 29 квітня 1990 року[10]
- (8361) 1990 JN1 — 1 травня 1990 року[11]
- 15810 Араун — 12 травня 1994 року[12]
- (16684) 1994 JQ1 — 11 травня 1990 року[13]
- (48443) 1990 HY5 — 29 квітня 1990 року[14]
- (58165) 1990 HQ5 — 29 квітня 1990 року[15]
- (73682) 1990 HU5 — 29 квітня 1990 року[16]

## Публікації
- The proper motion of HV2112: a TŻO candidate in the SMC; Monthly Notices of the Royal Astronomical Society Letters; Mar. 2016; Clare C. Worley, Mike J. Irwin, Christopher Tout, Anna N. Żytkow, Morgan Fraser, Robert G. Izzard:
- A Search for Thorne-Zytkow Objects; American Astronomical Society; January 2014; Emily M. Levesque Philip Massey Anna N. Żytkow Nidia Morrell:
- HV2112, a Thorne-Zytkow Object or a Super Asymptotic Giant Branch Star; Monthly Notices of the Royal Astronomical Society Letters; 23 June 2014; Christopher Tout, Anna N. Zytkow, Ross P. Church, Herbert Ho Bun Lau:
- Discovery of a Thorne-Zytkow object candidate in the Small Magellanic Cloud; Monthly Notices of the Royal Astronomical Society Letters; September 2014; Emily M. Levesque, Philip Massey, Anna N. Zytkow, Nidia Morrell:
- Quasi-stars, giants and the Schönberg–Chandrasekhar (SC) limit; Monthly Notices of the Royal Astronomical Society; January 2012; Warrick H. Ball, Christopher Tout, Anna N. Żytkow:
- FY Aquilae and the gamma-ray burst GB 790331; Astrophysical Journal, part 2, vol. 433, no. 2, p. L81-L84; 12 July 1994; Mike Irwin, Anna N. Zytkow:
- A variable star in the vicinity of the soft γ-ray repeater 1806 — 20; Monthly Notices of the Royal Astronomical Society, vol. 263, iss. 1; 1 July 1993; Mike Irwin Anna N. Żytkow:
- The structure and evolution of Thorne-Zytkow objects; Astrophysical Journal, part 1, vol. 386; Feb. 10, 1992;Robert C. Cannon, P. P. Eggleton, A. N. Zytkow, P. Podsiadlowski:
- Giant and supergiant stars with degenerate neutron cores; Astrophysical Journal, Part 1; Chris Eich; Mark E. Zimmermann; Kip S. Thorne; Anna N. Zytkow; 1 November 1989:
- Stationary spherical accretion into black holes. I — Equations of structure; Monthly Notices of the Royal Astronomical Society, vol. 194; Feb., 1981; Kip S. Thorne; Richard A. Flammang, Anna N. Zytkow:
- Hydrogen shell flashes in a white dwarf with mass accretion; Astrophysical Journal, Part 1, vol. 222; 1 June 1978; Bohdan Paczynski, Anna N. Zytkow:
- Stars with degenerate neutron cores. I — Structure of equilibrium models; Astrophysical Journal, part 1, vol. 212; Mar. 15, 1977; Kip S. Thorne;, Anna N. Zytkow;
- The relativistic equations of stellar structure and evolution. Stars with degenerate neutron cores. 1: Structure of equilibrium models; Astrophysical Journal, part 1, vol. 212; Mar. 15, 1977; Kip S. Thorne;, Anna N. Zytkow:
- Red giants and supergiants with degenerate neutron cores. 1: Structure of equilibrium models; Astrophysical Journal, vol. 199; 1 July 1975; Kip S. Thorne;, Anna N. Zytkow: